# Jerzy Roszak (dyplomata)

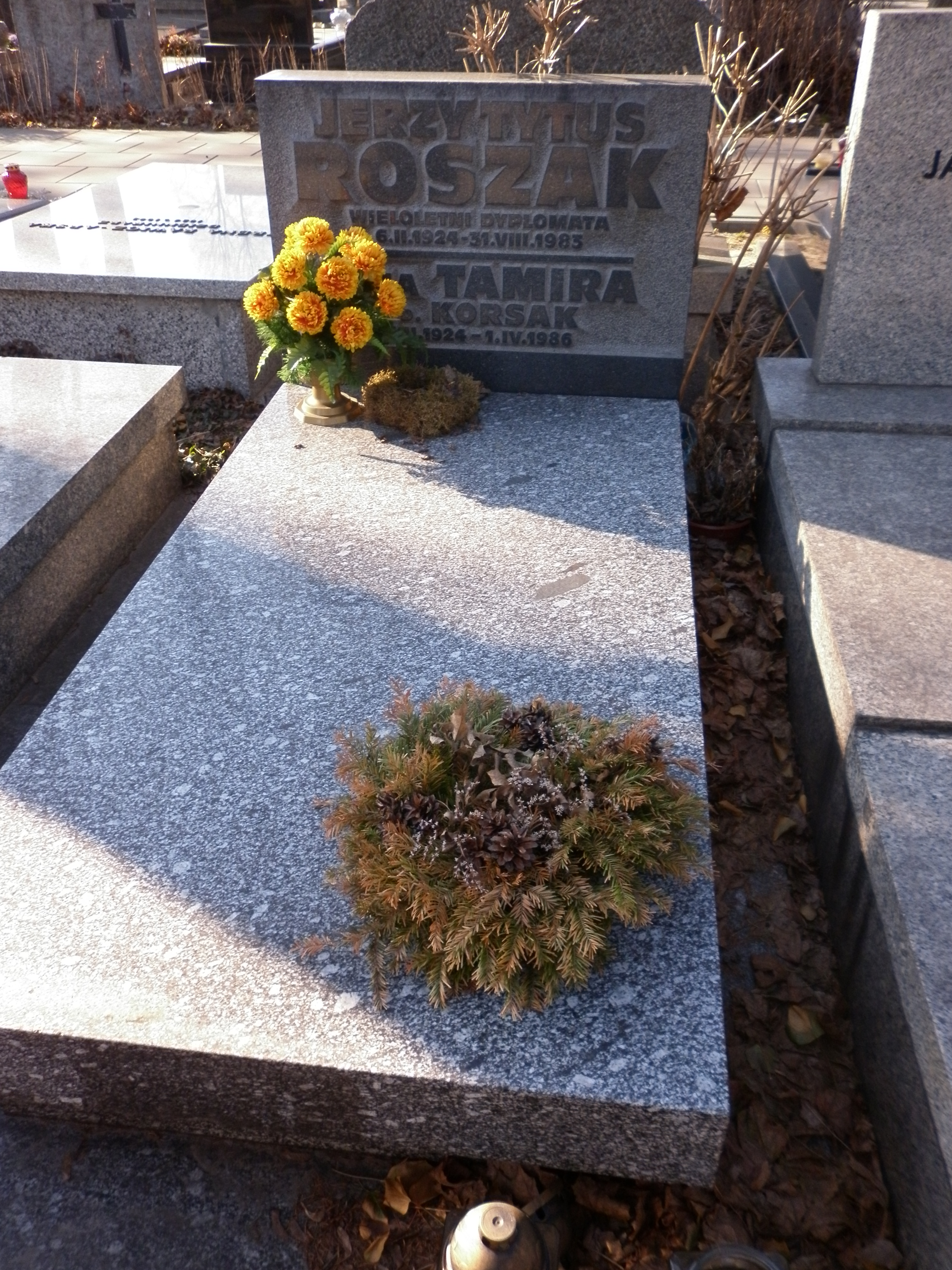
Grób Jerzgo Roszaka na Cmentarzu Wojskowym na Powązkach

Jerzy Roszak (ur. 6 lutego 1924 w Łodzi, zm. 31 sierpnia 1983 w Warszawie) – polski działacz państwowy, dyplomata, członek lokalnych władz PZPR w Łodzi i Wrocławiu.

## Życiorys
Był synem Jana (podoficera zawodowego) i Olgi z Sokołowskich. Kształcił się przed wojną w Gimnazjum Zgromadzenia Kupców w Łodzi. We wrześniu 1939 uczestniczył w młodzieżowych oddziałach samoobrony „Sokół”, potem był więziony w stalagu w Norymberdze oraz przebywał na robotach przymusowych w Hesji. Powrócił do Polski w sierpniu 1945; dwa lata później zdał maturę w liceum w Łodzi. Pracował w łódzkim Urzędzie Miejskim oraz firmach „Wagner” i „Cetech”; zaangażował się w działalność w PPR, był instruktorem w Komitecie Łódzkim PPR, potem II sekretarzem Komitetu Dzielnicowego PZPR Łódź Fabryczna i I sekretarzem Komitetu Dzielnicowego Łódź Widzew.  W lipcu 1952 ukończył dwuletnią Szkołę Partyjną przy Komitecie Centralnym PZPR w Warszawie i został wysłany do pracy partyjnej we Wrocławiu, gdzie kierował Wydziałem Propagandy i był sekretarzem Komitetu Wojewódzkiego.
W maju 1957 przeszedł do pracy w Ministerstwie Spraw Wewnętrznych na stanowisko dyrektora Biura Paszportów Zagranicznych; w tym samym czasie ukończył zaocznie studia na Wydziale Dyplomatyczno-Konsularnym Szkoły Głównej Służby Zagranicznej (1960). W latach 1960–1964 pełnił funkcję dyrektora Departamentu Konsularnego Ministerstwa Spraw Zagranicznych, gdzie zajmował się m.in. przygotowaniami do konwencji wiedeńskiej o stosunkach konsularnych (zawartej 24 kwietnia 1963). W maju 1964 został ambasadorem PRL w Republice Austrii. Po zakończeniu misji w Wiedniu ponownie objął kierownictwo Departamentem Konsularnym (1969), a w 1972 Departamentem I MSZ (ds. stosunków z europejskimi krajami socjalistycznymi).
W latach 1977–1980 był ambasadorem w Królestwie Norwegii, z jednoczesną akredytacją w Islandii. Po 1980 pracował jako dyrektor Centrum Informacji MSZ, a od 1982 dyrektor Departamentu ds. Stosunków z ZSRR. Był odznaczony m.in. Krzyżem Komandorskim Orderu Odrodzenia Polski oraz Orderem Sztandaru Pracy II klasy (1964). Z zawartego w 1945 małżeństwa z Tamirą z Korsaków miał dwoje dzieci – syna Cezarego i córkę Elżbietę. Pochowany na cmentarzu Powązki Wojskowe w Warszawie (kwatera C39-2-3).